# Alaska-Wasserspitzmaus

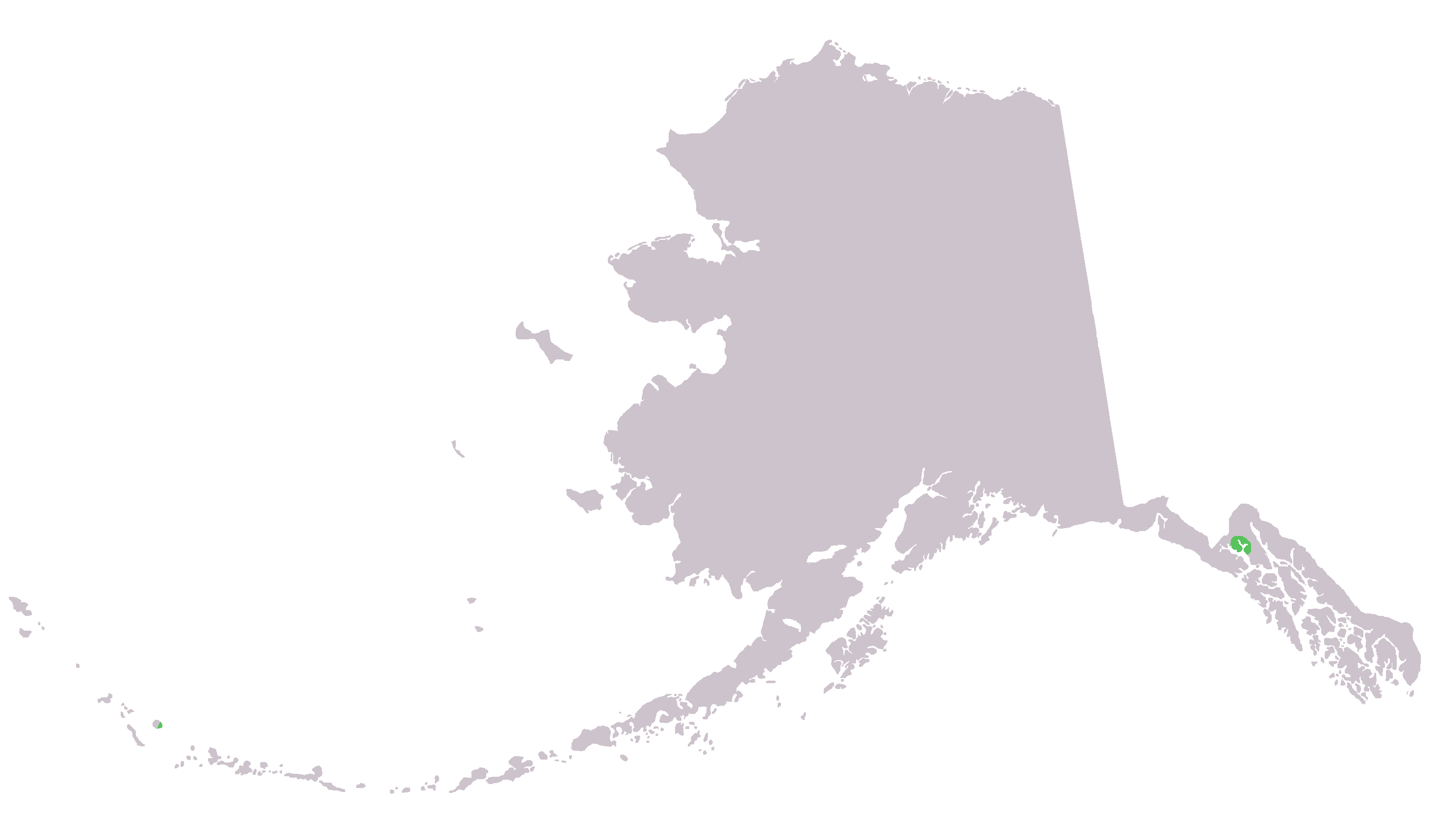
Verbreitungsgebiet (grün) der Alaska-Wasserspitzmaus

Die Alaska-Wasserspitzmaus (Sorex alaskanus) ist eine kaum erforschte Säugetierart aus der Gattung der Rotzahnspitzmäuse (Sorex). Sie ist nur von sechs Exemplaren bekannt, die 1899, 1900 und 1970 gesammelt wurden. Ihr Verbreitungsgebiet ist auf die Glacier Bay in Alaska beschränkt.

## Merkmale
Die Maßangaben beziehen sich auf die Typusexemplare, zwei im Jahr 1899 gesammelte Männchen. Die Kopf-Rumpf-Längen betragen 80 und 88 mm, die Schwanzlängen 65 und 72 mm und die Hinterfußlängen 18,5 und 19 mm. Über das Gewicht liegen keine spezifischen Daten vor. Die Alaska-Wasserspitzmaus ist eine große Spitzmausart, die äußerlich der Amerikanischen Wasserspitzmaus (Sorex palustris) ähnelt. Das Rückenfell ist dunkel schwarzbraun, das Bauchfell ist heller silbrig grau. Die Füße sind groß und breit. Die Hinterfüße sind teilweise mit Schwimmhäuten versehen und weisen kleine, weiße Haare auf, die an den Seiten hervorstehen. Der lange, zweifarbige Schwanz ist seitlich etwas abgeflacht. Er ist dunkel schwarzbraun an der Oberseite und heller an der Unterseite. Die Schwanzspitze endet in einem kleinen Fellbüschel. Die Alaska-Wasserspitzmaus ist kleiner als die anderen Spezies der Sorex-palustris-Artengruppe und hat einen stärker gefurchten Schädel. Die Zähne sind dunkelrot pigmentiert. Es gibt fünf Zahnhöcker. Der dritte ist kleiner als der vierte. Der fünfte ist viel kleiner.

## Systematik
Die Alaska-Wasserspitzmaus wurde im Jahr 1900 von Clinton Hart Merriam als Unterart Sorex navigator alaskanus der Westlichen Wasserspitzmaus beschrieben. 1903 wurde sie von Joel Asaph Allen als Unterart Sorex palustris alaskanus der Amerikanischen Wasserspitzmaus klassifiziert. 1928 wurde sie von Hartley H. T. Jackson in den Artstatus erhoben. Dies wurde 1981 von Eugene Raymond Hall angezweifelt, der sie erneut als Unterart der Amerikanischen Wasserspitzmaus betrachtete. 1993 erhielt sie von Rainer Hutterer erneut Artstatus basierend auf Schädelvergleichen mit Sorex palustris und Sorex navigator.

## Lebensraum und Lebensweise
Die Alaska-Wasserspitzmaus bewohnt Sumpfland und Bachufer. Über ihre Lebensweise ist nichts bekannt.

## Status
Im Juni 1899 fing Albert Kenrick Fisher die beiden Typusexemplare im Sumpfland von Cooper’s Notch hinter Point Gustavus, Glacier Bay, Alaska. Im März 1900 sammelte Malcolm P. Anderson zwei Weibchen und ein Männchen an den Ufern des Telegraph Creek. Der letzte bestätigte Nachweis war im Jahr 1970, als ein weiteres Exemplar am Bartlett Cove gesammelt wurde. Aufgrund des umstrittenen taxonomischen Status und fehlender Informationen über die Population, wird die Art in der Roten Liste gefährdeter Arten der IUCN in die Kategorie unzureichende Datenlage (data deficient) klassifiziert.